# Molins de Rei Club de Futbol
El Molins de Rei Club de Futbol és un club de futbol català de la ciutat de Molins de Rei, al Baix Llobregat.

## Història
Durant els anys 20 i 30 el futbol a Molins de Rei estava lligat a diverses entitats locals que crearen les seves seccions de futbol. El club més destacat fou el Foment FC, però també podem esmentar la Joventut Catòlica, la Federació Obrera o l'SC Molins de Rei.
Després de la Guerra Civil els dos principals clubs de Molins de Rei foren la UD Molinenca, secció del Foment Cultural i Artístic, i la Joventut Deportiva, secció de la Joventut Catòlica, amb els noms espanyolitzats per la normativa legal.
El setembre de 1954, els dos clubs de la ciutat, la UD Molinenca i la Joventut Deportiva, es fusionaren creant un nou club, el CD Molins de Rei. El club adoptà samarreta verda i blanca a franges verticals i disputà els partits al camp del primer, propietat del Foment de Molins de Rei. El primer president fou Miquel Olivé Coll. Finalment la Joventut Deportiva decidí no fusionar-se però renuncià a la Segona Categoria Regional per dedicar-se al futbol base. El nou club assolí la màxima fita esportiva en la seva història la temporada 1956-1957, en la qual jugà a Tercera Divisió.
Posteriorment el club adoptà el nom de Molins de Rei CF i els colors groc i vermell a franges verticals per la samarreta. L'any 2007 el club creà l'Escola de Futbol Molins de Rei. També disposa de secció de futbol femení. L'any 2009 s'inaugurà una remodelació de l'estadi municipal, que consistí en la construcció d'una coberta sobre les grades del camp i millora del sistema d'il·luminació. El camp porta el nom de l'antic jugador molinenc Josep Raich.

## Temporades
Fins a l'any 2011-12 el club ha militat 1 temporada a Tercera Divisió i 7 a Primera Territorial.
- 1956-1957: 3a Divisió 20è